# 4 x 400 meter stafett för damer i friidrott vid olympiska sommarspelen 1992
4 x 400 meter stafett för damer vid olympiska sommarspelen 1992 i Barcelona avgjordes 7-8 augusti. 

## Medaljörer
| Gren          | Guld | Guld    | Silver                                                                                                   | Silver  | Brons                                                                            | Brons   |
| 4 x 400 meter | OSS · Jelena Ruzina · Ljudmila Dzjigalova · Olga Nazarova · Olga Bryzgina · Lilia Nurutdinova* · Marina Sjmonina* | 3.20,20 | USA · Natasha Kaiser · Gwen Torrence · Jearl Miles · Rochelle Stevens · Denean Howard* · Dannette Young* | 3.20,92 | Storbritannien · Phylis Smith · Sandra Douglas · Jennifer Stoute · Sally Gunnell | 3.24,23 |

## Resultat

### Final
| Placering | Land           | Idrottare                                                                 | Tid     |
| --------- | -------------- | ------------------------------------------------------------------------- | ------- |
|           | OSS            | • Jelena Ruzina • Ljudmila Dzjigalova • Olga Nazarova • Olga Bryzgina     | 3.20,20 |
|           | USA            | • Natasha Kaiser • Gwen Torrence • Jearl Miles • Rochelle Stevens         | 3.20,92 |
|           | Storbritannien | • Phylis Smith • Sandra Douglas • Jennifer Stoute • Sally Gunnell         | 3.24,23 |
| 4.        | Kanada         | • Rosey Edeh • Charmaine Crooks • Camille-Anise Noel • Jillian Richardson | 3:25.20 |
| 5.        | Jamaica        | • Catherine Scott • Cathy Ann Rattray • Juliet Campbell • Sandie Richards | 3:25.68 |
| 6.        | Tyskland       | • Uta Rohländer • Heike Meissner • Linda Kisabaka • Anja Rücker           | 3:26.37 |
| 7.        | Australien     | • Cathy Freeman • Susan Andrews • Renee Poetschka • Michelle Lock         | 3:26.42 |
| 8.        | Portugal       | • Marta Moreira • Lucrecia Jardim • Elsa Amaral • Eduarda Coelho          | 3:36.85 |